# Deposizione dalla croce (Martinengo)
La deposizione dalla croce è la dodicesima delle quindici "casse" che vengono portate a spalla durante la processione del Venerdì Santo che si svolge a Savona negli anni pari.

## Caratteristiche
Si tratta di una scultura lignea del peso di 1600 kg, opera di Filippo Martinengo del 1793, conservata nell'Oratorio di Nostra Signora di Castello. 
Le dimensioni sono di m 4,14 x 2,20 x 2,85 ed è portata a spalla da 26 portatori; è l'opera di maggiori dimensioni di tutto il corteo penitenziale e forse la più conosciuta. 
Vi sono rappresentate 6 diverse figure (le tre Marie, Nicodemo, Giovanni evangelista e Giuseppe di Arimatea) poste in modo convergente verso la settima figura centrale del corpo di Gesù che viene calato dalla croce. Fu pagata 3300 lire e venne ristrutturata nel 1996.